# جان بيار كريستن
جان بيار كريستن (بالفرنسية: Jean-Pierre Christin)‏ هو فيزيائي وعالم فلك وموسيقي ورياضياتي فرنسي، ولد في 31 مايو 1683 في ليون في فرنسا، وتوفي بنفس المكان في 19 يناير 1755.